# Rocroi (plaats)
Rocroi is een gemeente in het Franse departement Ardennes (regio Grand Est). De gemeente telde 2.256 inwoners op 1 januari 2022. Zij maakt deel uit van het arrondissement Charleville-Mézières. Rocroi is een voormalige vestingstad (versterkt door Vauban) waarvan de stadswallen nog grotendeels aanwezig zijn.
Vlak in de omgeving van de stad vond op 19 mei 1643 de Slag bij Rocroi plaats, een beslissend treffen tussen de Spaanse troepen onder leiding van generaal Don Francisco de Melo en de Franse troepen onder leiding van Louis II de Bourbon-Condé, Duc d'Enghien (Hertog van Edingen), waarbij de Spaanse onoverwinnelijk geachte troepen het onderspit moesten delven. In het museum Musée de la Bataille de Rocroy et de la Guerre de 30 ans wordt het verhaal van de slag uit de doeken gedaan. 

## Geografie
De oppervlakte van Rocroi bedroeg op 1 januari 2022 50,41 vierkante kilometer; de bevolkingsdichtheid was toen 44,8 inwoners per km².
De onderstaande kaart toont de ligging van Rocroi met de belangrijkste infrastructuur en aangrenzende gemeenten.

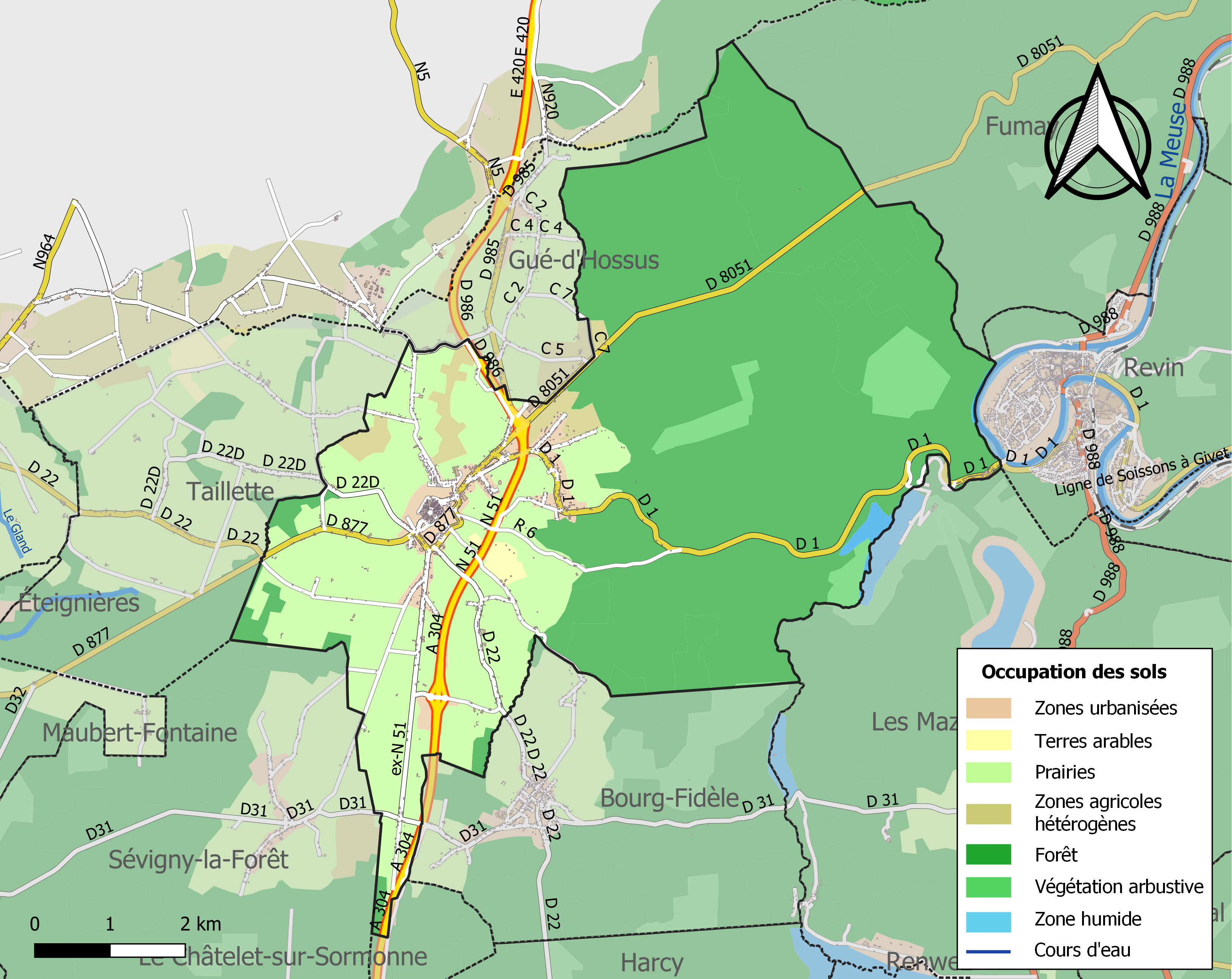

## Demografie
Onderstaande figuur toont het verloop van het inwonertal (bron: INSEE-tellingen).

Vanwege een beveiligingsprobleem met de MediaWiki Graph-software is het momenteel niet mogelijk deze grafiek weer te geven. Zodra de software is bijgewerkt zal de grafiek vanzelf weer zichtbaar worden.

## Afbeeldingen

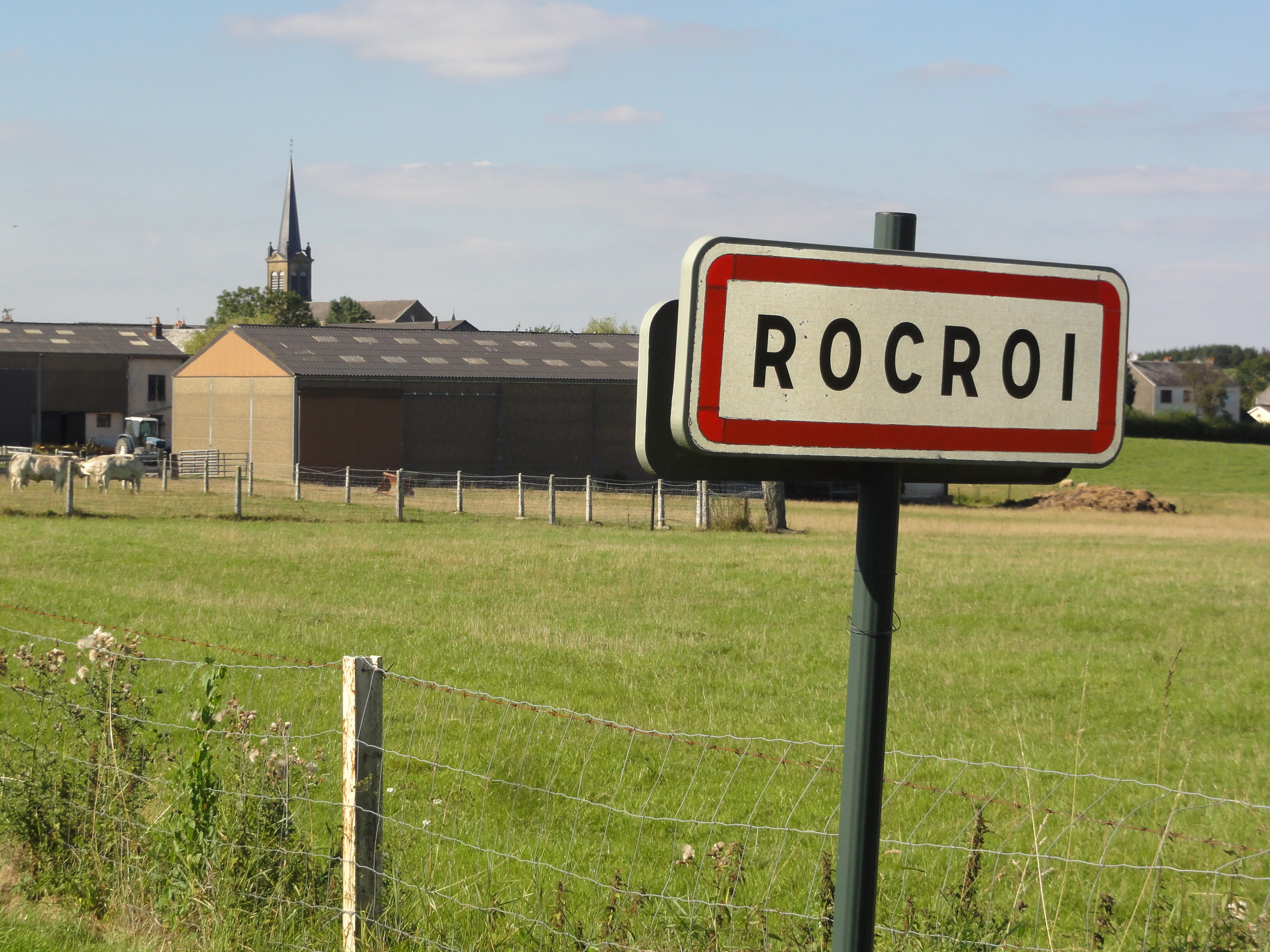
Entree van Rocroi
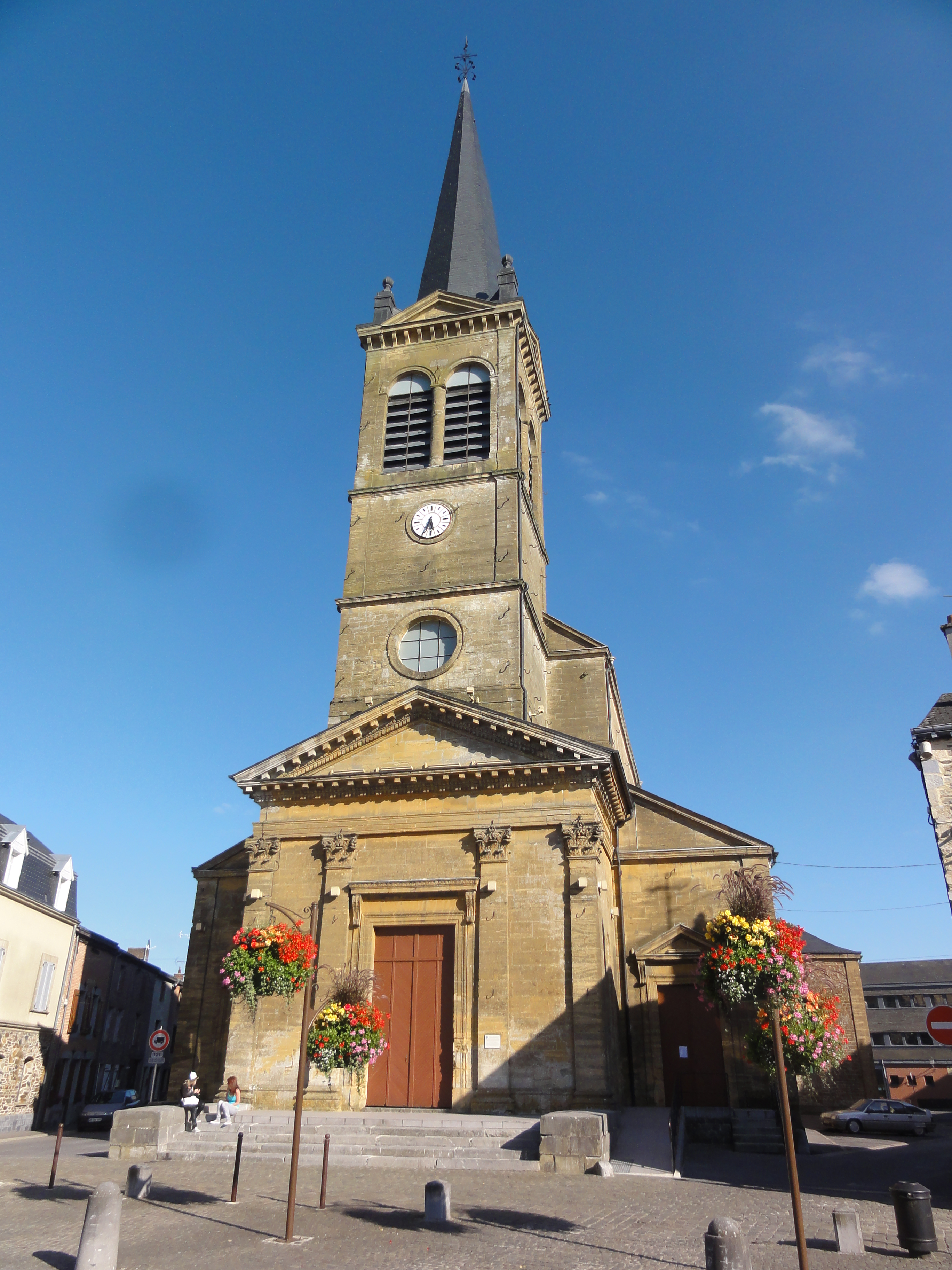
Kerk Saint-Nicolas
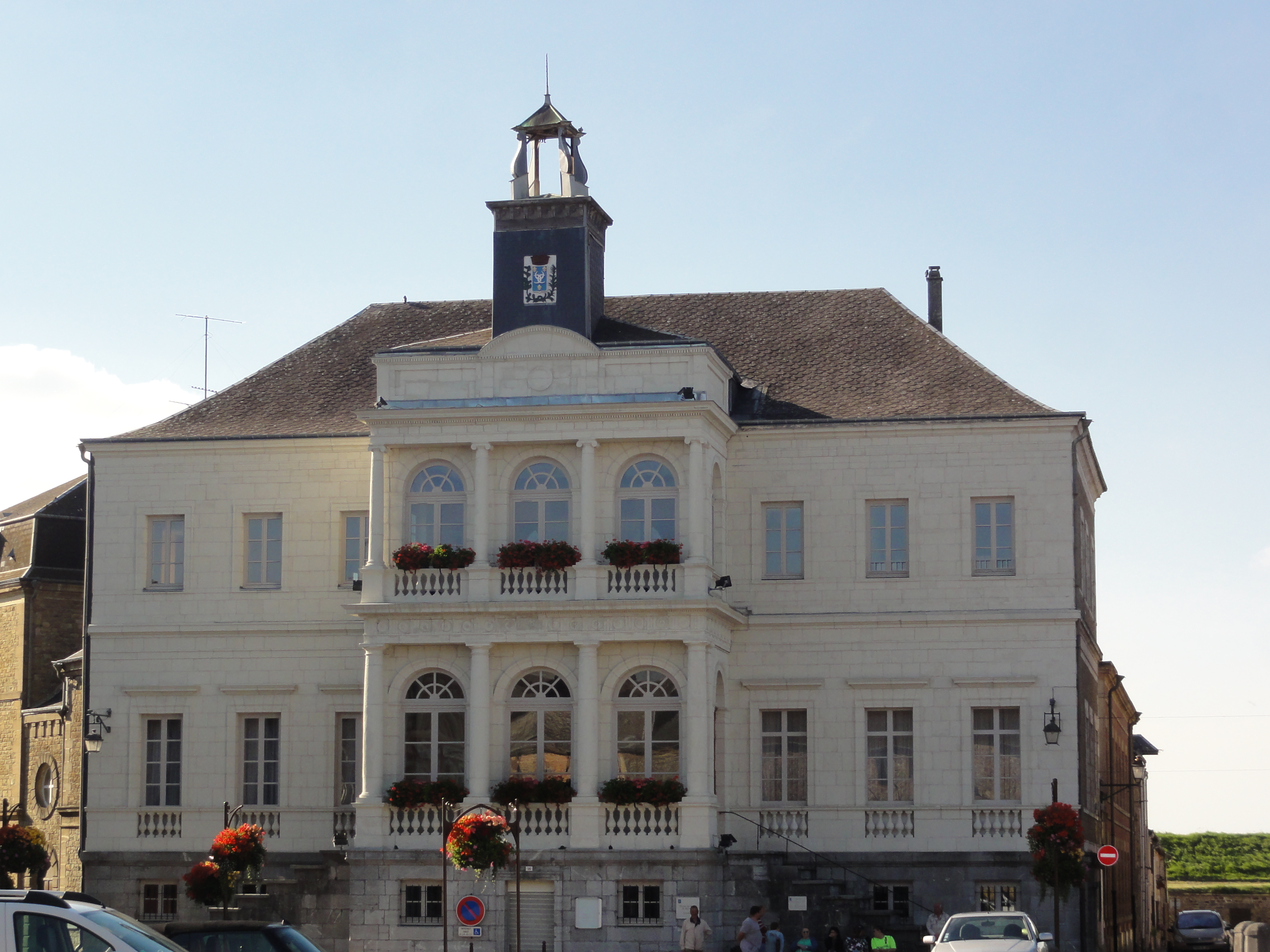
Gemeentehuis
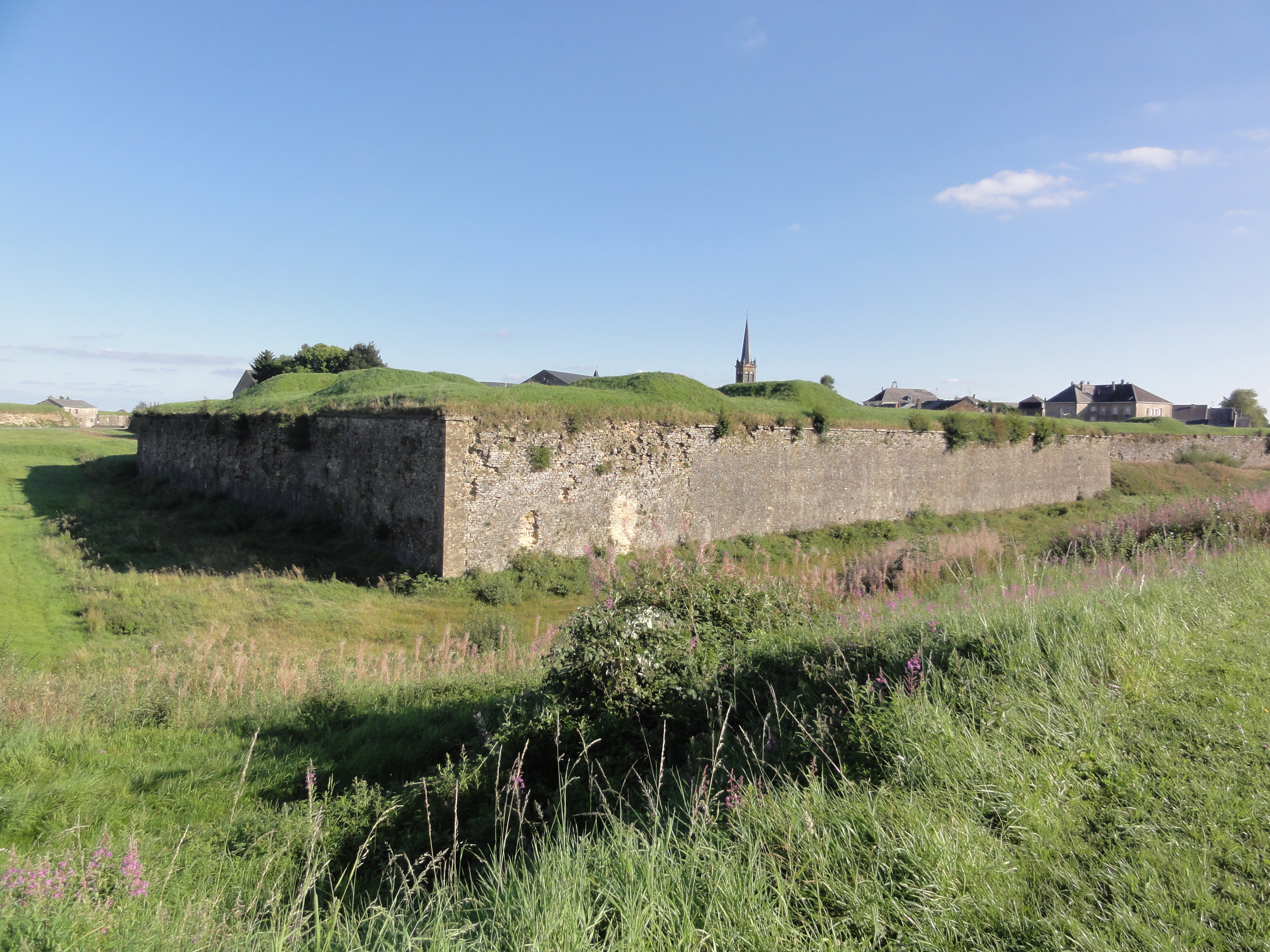
Vestingwerken